# Suzuki Ryohei (cầu thủ bóng đá)
Suzuki Ryohei (鈴木 良平, sinh ngày 12 tháng 6 năm 1949) là một cầu thủ bóng đá nữ người Nhật Bản.
Suzuki Ryohei đã dẫn dắt Đội tuyển bóng đá nữ quốc gia Nhật Bản từ 1986-1989.